# 飛幡八幡宮
飛幡八幡宮（とびはたはちまんぐう）は、福岡県北九州市戸畑区にある神社である。旧社格は県社で、現在は神社本庁の別表神社。

## 祭神
八幡神（神功皇后・応神天皇）・比売大神・須佐之男命・道祖神を祀る。

## 歴史
建久年間（1190年 - 1199年）、筑前の宇都宮氏（麻生氏）の祖である宇都宮重業が、出身地の宇都宮から氏神の八幡神を勧請し、花尾城の鬼門にあたる枝光村宮田山に祀ったのに始まる。後に戸畑村に遷され、戸畑・中原両村の産土神とされた。江戸時代には藩主黒田家の祈願所とされた。1920年（大正9年）に現在地の浅生に遷座した。1931年（昭和6年）に県社に列した。1995年（平成7年）、それまでの「戸畑八幡神社」から「飛幡八幡宮」に社名を変更した。

## 祭事
7月第4週金・土・日に行われる戸畑祇園大山笠は、当社および区内の菅原神社・中原八幡宮の祭りで、国の重要無形民俗文化財となっている。『筑前国続風土記』によれば、享和2年（1802年）、戸畑村内に疫病が蔓延し、飛幡八幡宮の須佐之男命に平癒を祈願した所終息したため、翌享和3年（1803年）から始められたものである。

## ギャラリー
- 一の鳥居
- 正一位稲荷大明神